# 커피스크립트
커피스크립트(CoffeeScript)는 프로그래밍 언어로, 자바스크립트의 여러 단점을 해결하기 위해 제안되었다. 커피스크립트는 자신의 언어로 작성된 프로그램을 자바스크립트로 변환할 수 있는(소스 대 소스 컴파일) 컴파일러를 제공하기 때문에 개발할 때 자바스크립트를 쉽게 대체하여 사용할 수 있다.
커피스크립트는 2024년 6월 기준 깃허브에서 38번째로 사용되는 언어이다. 2021년 4분기에는 순위가 37위까지 하락하였다.

## 예제
커피스크립트에서는 다음과 같이 함수를 정의할 수 있다.
```
square
 
=
 
(x) ->

    
x
 
*
 
x

```

이 코드는 x를 입력받아 그의 제곱을 반환하는 함수를 square 변수에 저장한다. 이 코드는 다음과 같은 자바스크립트로 변환된다.
```
var
 
square
;

square
 
=
 
function
(
x
)
 
{

  
return
 
x
 
*
 
x
;

};

```

## 같이 보기
- Haxe
- 님 (프로그래밍 언어)
- 클로저 (프로그래밍 언어)
- 다트 (프로그래밍 언어)
- 코틀린 (프로그래밍 언어)
- Elm
- 타입스크립트
- 퓨어스크립트